# 孫歆
孫歆（249年前—280年），东吴皇族，中国三国武将。孫賁之孫，孫鄰之子。兄弟孫苗、孫旅、孫述、孫震、孫諧。《三国志》吴志·宗室传引《吳曆》。

## 生平
赤烏十二年（249年），父親孫鄰去世。孫苗繼承孫鄰，弟弟孫旅接替叔父官職。孫述為武昌督統治荊州，孫震為無難督、孫諧為城門校尉、孫歆為樂鄉督。
279年、晋滅吳之戰開始。280年，晋朝杜預與管定、周旨、伍巢率奇兵800人乘舟夜襲樂鄉，孫歆大敗。孫歆給伍延寫信：“北来诸军，乃飞渡江也。”後屢戰屢敗，孫歆被俘，押送洛陽處死。
小説《三国演義》第120回登場。晋軍急襲，孫歆大驚，被周旨所斬。

## 同僚
伍延，吴国车骑将军、都督。孙皓以车骑将军伍延为都督，进兵江陵，迎敌杜预。孫歆給伍延寫信：“北来诸军，乃飞渡江也。”江陵守将伍延企图诈降以偷袭杜预，被杜预识破，派兵强攻江陵（今湖北省荆州市），于二月十七（4月3日）破城。伍延弃城而走，被伏兵捉住献给杜预。杜预说：“留之无用！”叱令武士将他斩杀。